# Rhachiberotha pulchra
Rhachiberotha pulchra är en insektsart som beskrevs av U. Aspöck och H. Aspöck 1997. Rhachiberotha pulchra ingår i släktet Rhachiberotha och familjen Berothidae. Inga underarter finns listade i Catalogue of Life.